# Elatostema reiterianum
Elatostema reiterianum är en nässelväxtart som beskrevs av H. Winkl.. Elatostema reiterianum ingår i släktet Elatostema och familjen nässelväxter. Inga underarter finns listade i Catalogue of Life.